# Монро (Вашингтон)
Вижте пояснителната страница за други значения на Монро.
Монро (на английски: Monroe) е град в окръг Снохоумиш, щата Вашингтон, САЩ. Монро е с население от 13 795 жители (2000) и обща площ от 15 km². Намира се на 22 m надморска височина. ЗИП кодът му е 98272, а телефонният му код е 360.